# Alobras
Alobras es un municipio y localidad española de la provincia de Teruel, en la comunidad autónoma de Aragón. El término municipal, ubicado en la comarca de la Comunidad de Teruel, tiene una población de 69 habitantes (INE 2024).

## Geografía

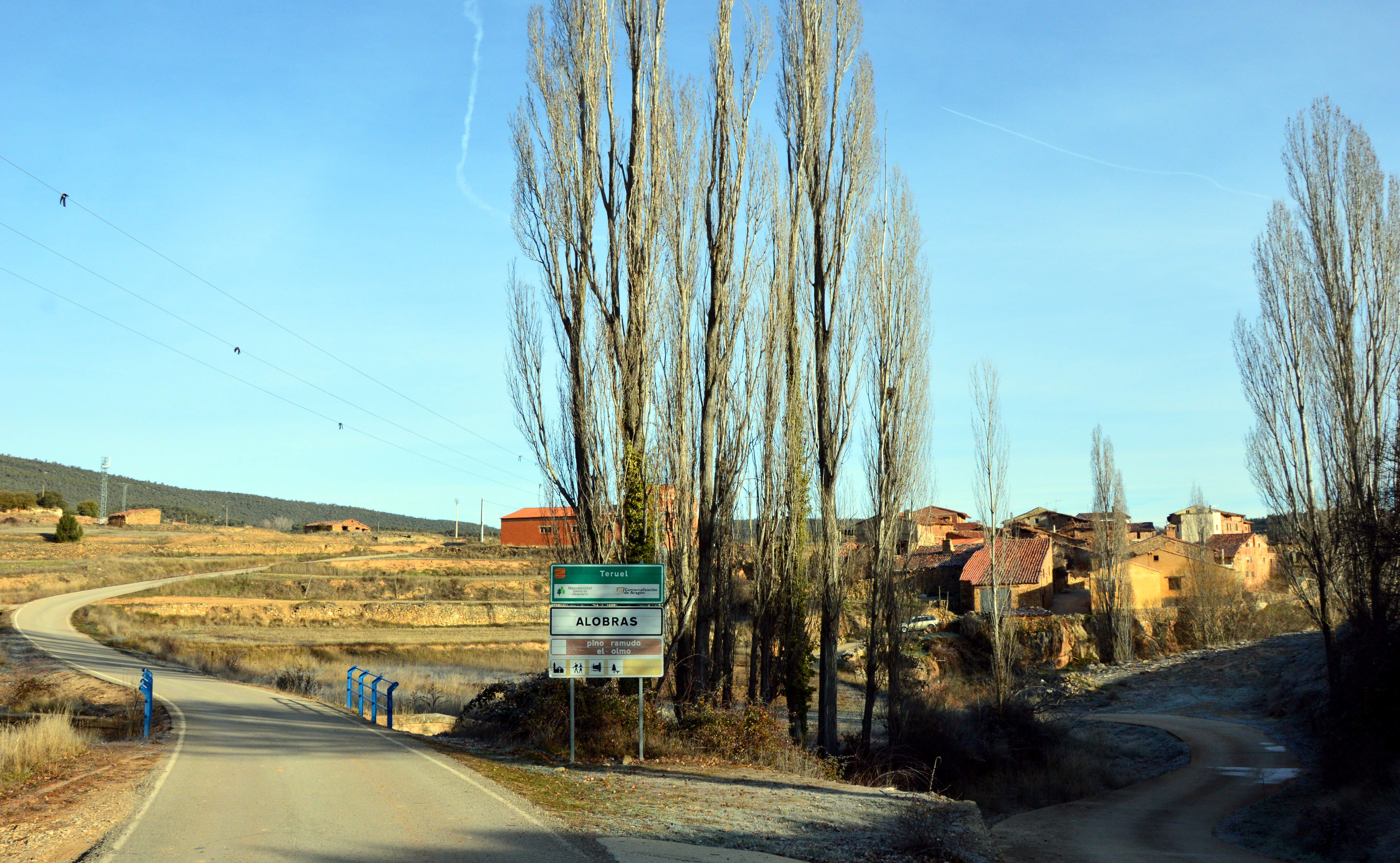
Detalle de la entrada meridional a la localidad

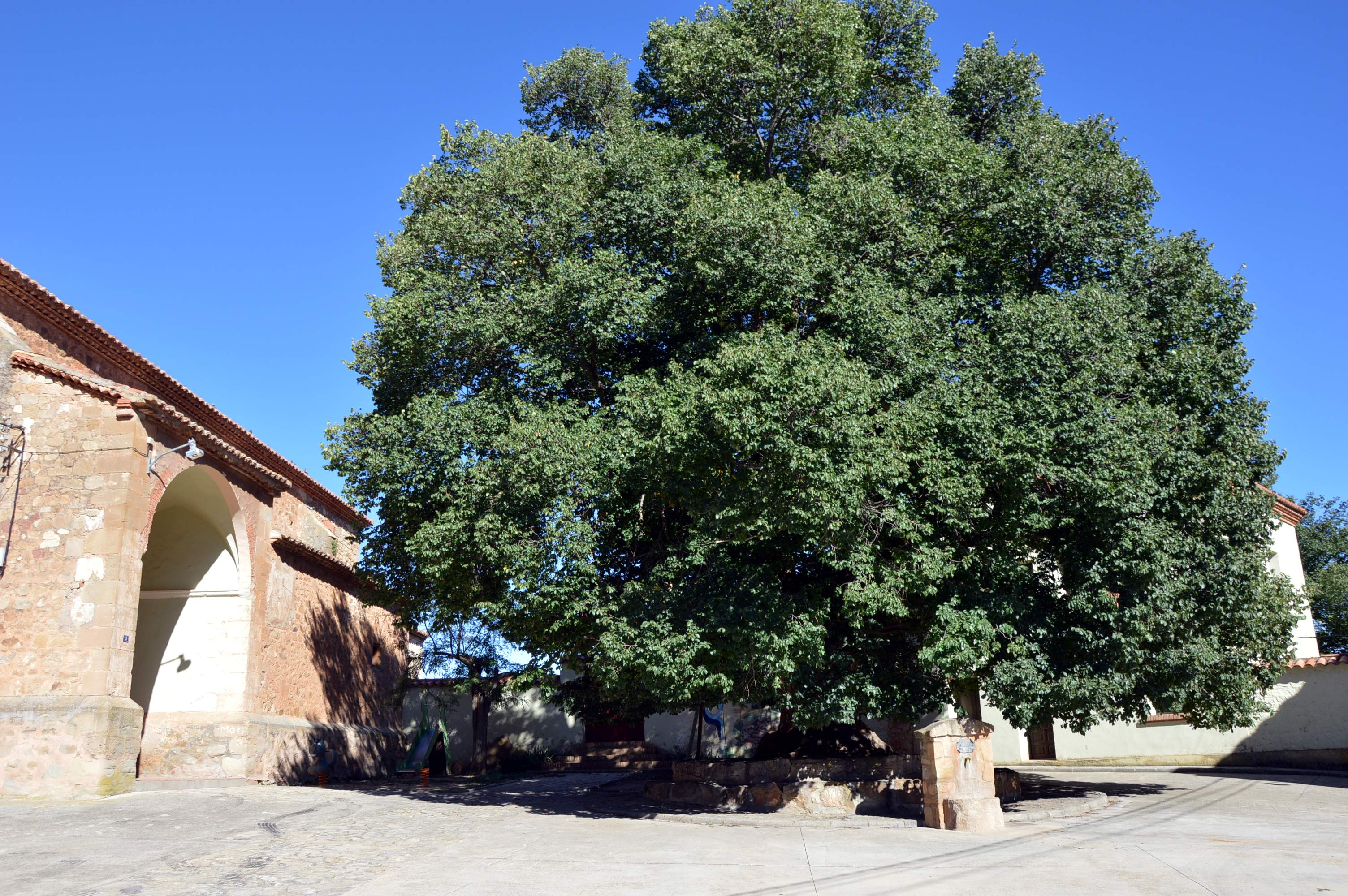
Vista del olmo común existente frente a la iglesia parroquial de San Fabián y San Sebastián

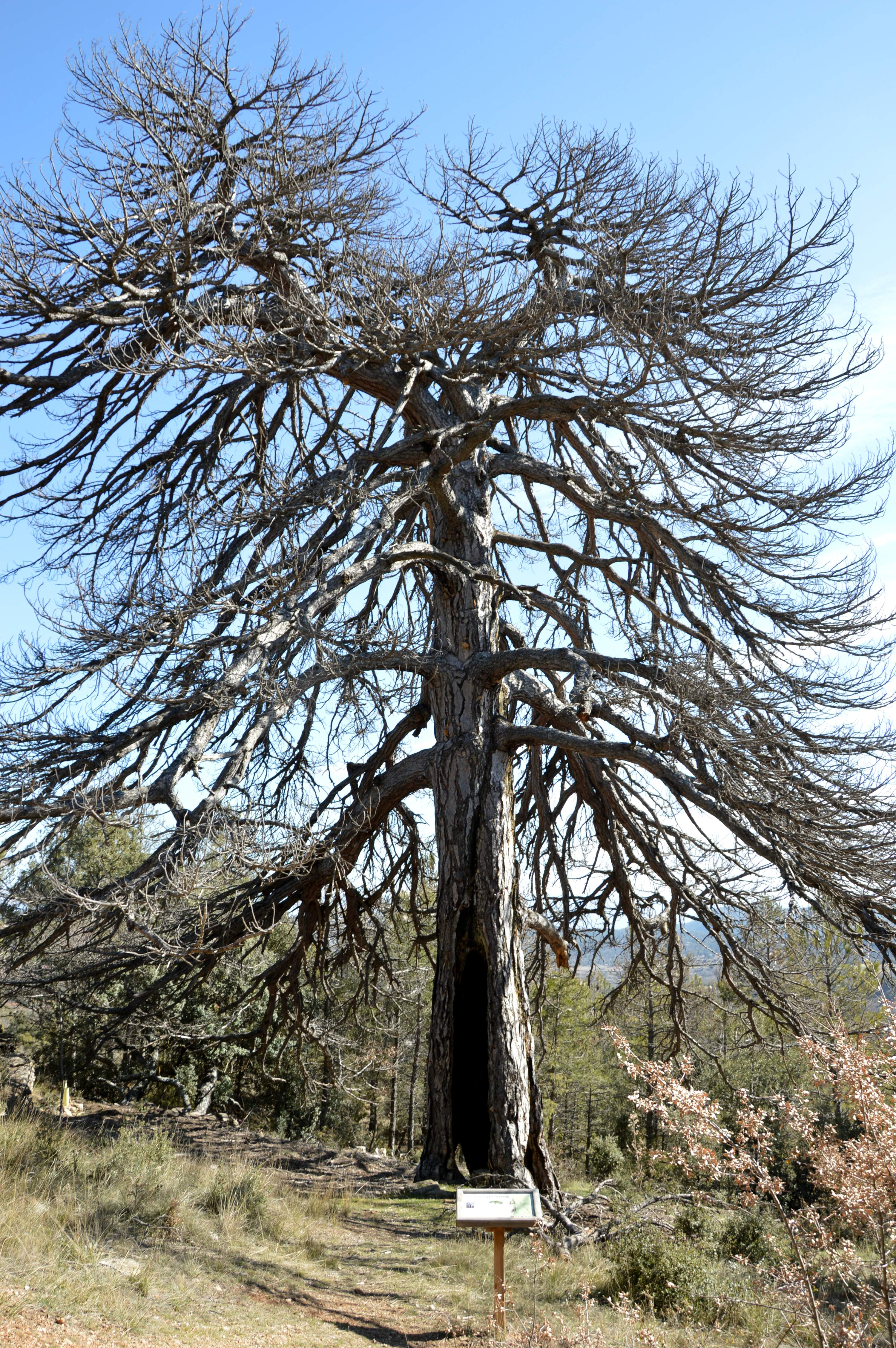
Vista del «Pino Ramudo», monumental pino laricio (Pinus nigra), ya muerto

Alobras se encuentra rodeada de montañas, entre las poblaciones de Tormón (a 3 km de Alobras dirección noreste) y Veguillas de la Sierra (a 3 km de Alobras dirección sur-suroeste). El municipio tiene una extensión de 30,72 km².
En su término crecen varios ejemplares de árboles monumentales dignos de mención por su singularidad: la carrasca de las Raboseras, el olmo de la Iglesia, el Pino Ramudo, el quejigo de la Molinera, el quejigo del plano del Hontanar y la sabina de las Cejillas.

## Demografía
Alobras cuenta con una población de 69 habitantes (INE 2024).
| Gráfica de evolución demográfica de Alobras entre 1842 y 2021                                                       |
| |
| Población de derecho según los censos de población del INE Población de hecho según los censos de población del INE |

## Economía
Su economía se basa principalmente en la ganadería (ovina) y la agricultura, un aspecto a resaltar es el elevado número de maquinaria agrícola que hay.

## Administración y política
| Período   | Alcalde                   | Partido |  |
| --------- | ------------------------- | ------- |  |
| 1979-1983 | Avelino Soriano Rodríguez | UCD     |  |
| 1983-1987 |                           |         |  |
| 1987-1991 |                           |         |  |
| 1991-1995 |                           |         |  |
| 1995-1999 |                           |         |  |
| 1999-2003 |                           |         |  |
| 2003-2007 |                           |         |  |
| 2007-2011 |                           |         |  |
| 2011-2015 | Avelino Soriano Rodríguez | PP      |  |
| 2015-     | Luis Valero de la Merced  | PP      |  |

| Partido político    | Partido político                                   | 2003   | 2007   | 2011   | 2015   |
| Partido político    | Partido político                                   | Ediles | Ediles | Ediles | Ediles |
|                     | Partido Popular de Aragón (PP)                     | 1      | 1      | 2      | 2      |
|                     | Partido Aragonés (PAR)                             | —      | —      | 1      | 1      |
|                     | Partido de los Socialistas de Aragón (PSOE-Aragón) | —      | 0      | 0      | —      |
| Total de concejales | Total de concejales                                | 1      | 1      | 3      | 3      |

## Cultura

### Patrimonio

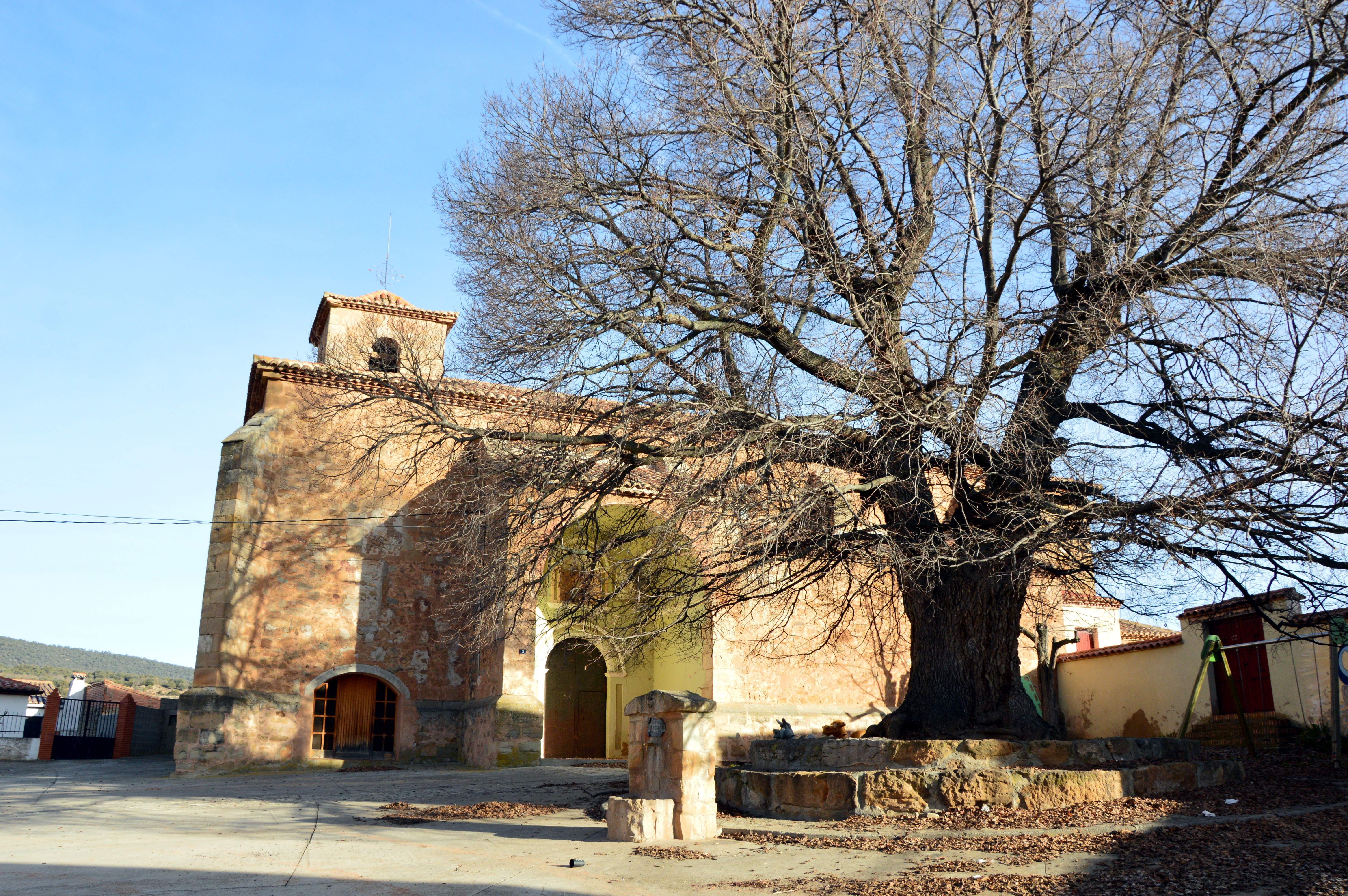
Vista meridional de la iglesia parroquia de San Fabián y San Sebastián

- Iglesia parroquial de San Fabián y San Sebastián. Construida por el maestro Pedro Palacios y otros arquitectos a mediados del siglo XVII (1651) a expensas de Juan Valero Díaz, hijo del lugar que fue secretario del rey en el Consejo Supremo de la Corona de Aragón. Su arquitectura es de orden toscano —renacentista y barroco—, posee tres naves, una central y dos laterales, con seis altares, incluido el mayor. Al exterior es de destacar su portada de sillería y el pórtico cubierto, que posee una hornacina con cúpula de venera con la imagen de san Sebastián y dos escudos de piedra de los patronos sobre arco adovelado de medio punto, y la torre-campanario.[8]
- Ermita de San Roque, situada fuera de la localidad, obra de principios del siglo XVII (ca. 1618).[9] A mediados del siglo XIX, Madoz alude a ella diciendo: «y á 1/4 de hora de la misma hay una ermita dedicada á San Roque».[8] Se trata de un edificio de planta alargada, orientado de este (cabecera) a oeste (pies), con muros de mampostería recubierta y sillería en las esquinas. Su cobertura vierte a dos aguas, posee una entrada en el muro meridional basado en dovelas labradas formando arco de medio punto, con una «ventana de culto» en el muro occidental. En una de las piedras silleras de la esquina suroccidental luce una inscripción («1785»), probablemente la fecha de construcción del ermitorio.[10]

### Fiestas
- La Virgen de agosto: días 14 a 18. Comienza con una cena de amigos el día 14 víspera de la fiesta y termina el día 18 con una comida de todo el pueblo, jotas por la tarde y cena.
- San Isidro: 15 de mayo. Tras los actos religiosos se celebra una comida.

## Personas notables
- Juan Valero Díaz. Nacido en Alobras, hijo de Francisco Valero (notario, natural y vecino de Alobras y de María Valero, natural de Jabaloyas), bautizado el 5 de julio de 1577, copia de su acta de bautismo se conserva en el archivo diocesano de Albarracín.[11] Falleció en Madrid, el 16 de julio de 1653, siendo sepultado en la madrileña iglesia del «Hospital Real de la Corona de Aragón».[12] Respecto a la genealogía del personaje, existe un documento epigrafiado «Información de la Genealogía y Limpieza de Sangre de Juan Valero Díaz, secretario del Conde de Lemos, natural de Alhobras, Reyno de Aragón, Obispado de Albarracín», según expediente instruido por el Santo Oficio de la Inquisición, certificado en Madrid, a 20 de marzo de 1618, en el que se expone el origen familiar del fundador del templo parroquial.[13][14]
- Pedro Valero Díaz (ca. 1630-1700), sobrino del anterior. Tras una brillante carrera como jurista, historiador y escritor, acabó siendo justicia mayor de Aragón (1687-1700).